# سد رینگالز
سد رینگالز (به لاتین: Ringedals Dam) یک سد در نروژ است که در اودا واقع شده‌است.